# Thiệu Trị
Kaiser Thiệu Trị (Hán tự: 紹治; * 16. Juni 1807 in Huế; † 4. November 1847 ebenda) war der dritte Kaiser der vietnamesischen Nguyễn-Dynastie, er bekleidete dieses Amt vom 11. Februar 1841 bis zu seinem Tod. Sein eigentlicher Name war Nguyễn Phúc Miên Tông, als Ärabezeichnung wählte er Thiệu Trị.

## Leben
Kaiser Thiệu Trị war der älteste Sohn des Kaisers Minh Mạng. Er führte dessen konservative Politik der Isolation und der Verschanzung des Konfuzianismus fort. Gemäß konfuzianischer Tradition sehr gebildet, war Thiệu Trị an Informationen über den Westen zwar interessiert, war jedoch wie sein Vater allen fremden Einflüssen gegenüber sehr argwöhnisch.
Vietnam war zur Zeit Thiệu Trịs zunehmend europäischem Einfluss ausgesetzt. Ein Einfallstor dafür war die christliche Missionstätigkeit. Sie stellte eine reale Gefahr für die Gesellschaftsstruktur Vietnams dar, da sie die religiöse Bindung der Bevölkerung an den Feudalherrn und an das Kaiserhaus aufhob, die laut herrschender Interpretation des Buddhismus und der Lehren Konfuzius’ gebotene fraglose Einordnung in das gesellschaftliche System in Frage stellte. Es gab also Gründe für Vietnams Herrscher, den Missionaren ihre Tätigkeit zu untersagen, sie bei Widerhandlung auch zu inhaftieren oder auszuweisen, im Extremfall hinzurichten; hinzu kam, dass diese und die zum Katholizismus Übergetretenen sich gut als Sündenböcke eigneten, die für die immer wieder ausbrechenden Bauernaufstände verantwortlich gemacht werden konnten.
Als Thiệu Trị entsprechende Maßnahmen ergriff – in durchaus zurückhaltender Form, da er und sein Hof sich der Risiken bewusst waren – zeigte sich die weitaus größere Gefahr: die angebliche Verfolgung der Missionare wurde vor allem von Frankreich zum Vorwand genommen, Vietnam militärisch zu bedrohen. Die Intervention Frankreichs in Vietnam begann 1843, als ein Flottenverband unter Admiral Jean-Baptiste Cécille dorthin entsandt wurde. Dies wiederholte sich 1845, diesmal sollte der inhaftierte Missionar Dominique Lefèbvre befreit werden. (Er wurde freigelassen und musste das Land verlassen.) An diesem Konflikt war auch das US-amerikanische Kriegsschiff Constitution beteiligt.
Eigentlicher Grund der französischen Aktivitäten gegenüber nicht nur Vietnam, sondern auch Korea und Japan, war die Konkurrenz mit Großbritannien um Einfluss in Ostasien, besonders in China. Großbritannien hatte sich 1841/42 den Stützpunkt Hongkong gesichert. Französische Kreise hofften, über den Mekong oder den Roten Fluss ins Innere Chinas vordringen zu können. Ein eigener Stützpunkt in diesem Raum schien ebenfalls erforderlich – der erste Versuch, ihn auf Basilan zu errichten, scheiterte 1844/45. Eine Strategie zur Erreichung ihrer Ziele besaß Frankreich zu dieser Zeit jedoch noch nicht, die Aktionen erfolgten eher ad hoc, oft auf Initiative der Marinekommandeure. (Der lange Kommunikationsweg nach Frankreich verhinderte abgestimmte Reaktionen auf aktuelle Ereignisse.)
1847 entsandte Admiral Cécille zwei Kriegsschiffe unter Kapitän Augustin de Lapierre, erneut zur Befreiung Dominique Lefèbvres. (Dieser war illegal zurückgekehrt und erneut inhaftiert worden.) Die Schiffe erreichten am 23. März 1847 Tourane; die Franzosen verlangten von der kaiserlichen Regierung die Freilassung der inhaftierten französischen Missionare und die freie Ausübung des Katholizismus in Vietnam. Eine solche Einmischung konnte der Kaiser nicht dulden, die Verhandlungen zogen sich hin. Am 15. April griff die französische Flotte die vietnamesische sowie die Küstenforts an. Wenn Thiệu Trị auch die Küste hatte befestigen lassen, seine Streitkräfte waren den viel moderneren französischen hoffnungslos unterlegen. Die vietnamesischen Küstenforts wurden zerstört und drei Nguyễn-Dschunken sanken, etwa 1200 vietnamesische Kämpfer starben. Da der Angriff jedoch nicht durch einen Auftrag der französischen Regierung gedeckt war, ein Plan für das weitere Vorgehen fehlte, segelten die Franzosen wieder ab.
Anders als in Japan, wo die schwarzen Schiffe Matthew Perrys zu einer heilsamen Katastrophe wurden, lernten die Herrschenden Vietnams aus dem Untergang ihrer Flotte nichts. Kaiser Thiệu Trị reagierte damit, alle Missionare als Spione zu bezeichnen und die Erschießung aller Christen anzuordnen. Dies wurde jedoch nicht ausgeführt, hätte es doch zum offenen Krieg mit Frankreich geführt. Kurz darauf starb der Kaiser.
Thiệu Trị hatte ebenso wenig wie sein Vorgänger und sein Nachfolger begriffen, dass sein Land die westliche Entwicklung von Wissenschaft und Technik hätte nachholen müssen – das Beispiel Japans zeigt, dass dies möglich war. Die Kolonialisierung Vietnams war notwendiges Resultat ihres Versagens. Dieses wiederum ergab sich aus ihrer Unfähigkeit, ihr feudalistisches Herrschaftssystem und dessen Ideologie in Frage zu stellen, damit also auch ihre eigene Stellung. Allenfalls ein intelligenter, vorurteilsfreier, durchsetzungsfreudiger und risikobereiter Kaiser hätte Vietnam eine andere Perspektive ermöglichen können.